# Aa weddelliana
Aa weddelliana, vrsta orhideje (kaćunovke) iz reda Asparagales ili šparogolikih. Rasprostranjena je na sjeverozapadu Argentine, zapadu Perua i Boliviji, i to na visinama od najmanje 2 700 pa do 3 800 metara, na andskom području provincija Catamarca, Jujuy, Salta i Tucumá
Lukovičasti geofit; stabljika je slična šparoginoj, a cvjetići su bijeli.

## Sinonimi
- Altensteinia weddelliana Rchb. f.